# Maria Teresa Habsburg (1816–1867)
Maria Teresa Isabela Habsburg-Lotaryńska (ur. 31 lipca 1816 w Wiedniu, zm. 8 sierpnia 1867 w Albano) – arcyksiężniczka Austrii, królowa Obojga Sycylii.

## Życie prywatne
Była najstarszą córką Karola Ludwika Habsburga oraz Henrietty Nassau-Weilburg.
Jej dziadkami ze strony ojca byli: cesarz Leopold II i księżniczka hiszpańska Maria Ludwika Burbon. Dziadkami ze strony matki byli: książę Fryderyk Wilhelm Nassau-Weilburg (1768-1816) i jego żona Luzia Izabela Kirchberg. Fryderyk Wilhelm był najstarszym żyjącym synem Karola Krystiana Nassau-Weilburg i księżniczki Wilhelminy Karoliny Orange-Nassau. Wilhelmina Karolina była córką Wilhelma IV Orańskiego i Anny Hanowerskiej. Anna była najstarszą córką króla Wielkiej Brytanii Jerzego II i Karoliny z Ansbachu.

## Małżeństwo
27 stycznia 1837 Maria Teresa wyszła za mąż za Ferdynanda II, króla Obojga Sycylii. Panna młoda miała wtedy dwadzieścia jeden lat, a pan młody dwadzieścia siedem i był wdowcem po Marii Krystynie Sabaudzkiej. Mieli razem dwanaścioro dzieci:
- Ludwik (1838-1886), hrabia Trani
- Albert (1839-1844), hrabia Castrogiovanni
- Alfons (1841-1934), hrabia Caserty
- Maria Annuziata (1843-1871)
- Maria Immaculata Klementyna (1844-1899)
- Gaetano (1846-1871)
- Giuseppe (1848-1851)
- Maria Pia (1849-1882)
- Vincenzo (1851-1854), hrabia Melazzo
- Pasquale (1852-1904), hrabia Bari
- Maria Immaculata Luiza (1855-1874)
- Gennaro (1857-1867), hrabia Caltagirone